# Sebastián Moll Carbó
Sebastián Moll Carbó (1908-1994) fou un militar espanyol que va assolir el grau de coronel d'intendència. Algunes dades biogràfiques destacades són la seva matinera vocació militar i el trasllat temporal, el 1938, a Barcelona, on va romandre uns mesos, segons descriuen els historiadors Laguna Reyes i Vargas Márquez. Després que el 1939 Catalunya fos ocupada pel bàndol nacional, va tornar a Madrid, segons l'escriptora Iglesias, i més endavant va continuar promocionant-se a l'exèrcit espanyol fins a arribar al grau de coronel d'intendència.